# Ballingarry
Ballingarry ( irlandese: Baile an Gharraí , che significa "città dei giardini") è un villaggio nella contea di Limerick, nella provincia di Munster, in Irlanda. Si trova tra Rathkeale e Kilmallock sulla strada R518.
Ballingarry ebbe un'importante industria tessile e del lino fino alla grande carestia nel 1845.